# Szabó Judit (LMBT-aktivista)
Dr. Szabó Judit (1949. július 4.) közgazdász, író, kiadói szerkesztő, LMBT-aktivista.
1972-ben szerezte a diplomáját a budapesti Marx Károly Közgazdaságtudományi Egyetem terv-matematika szakán. Tudományos kutatóként, elemző közgazdászként, könyvkiadói szerkesztőként és egyetemi oktatóként dolgozott, jelenleg nyugdíjas. 1993-1994-ben részt vett a Szivárvány Társulás a Melegek Jogaiért egyesület alapításában, amely egyesületet végül nem jegyezték be. A Háttér Baráti Társaság a Homoszexuálisokért (ma: Háttér Társaság) egyesület egyik alapítója, egy időben ügyvivője. Jelenleg a szervezet felügyelőbizottságának a tagja. Egyik szervezője volt a Magyar Gárda alakulásakor szervezett antifasiszta tüntetésnek (az ún. „tojás” tüntetés), valamint a 2008 őszi Tarka Magyar felvonulásnak is. Az 1990-es években öt, részben meleg tárgyú novellája jelent meg a 2000 című folyóiratban, és több rádiójegyzete is elhangzott saját tolmácsolásában a Magyar Rádió „Önazonos” c. műsorában. Gyerekkora óta fényképez, a Budapest Pride fesztiválokon és a LIFT-en (Leszbikus Identitások Fesztiválján) is kiállított már. 2007-ben LIFT-díjat kapott. 2014-ben ő kapta a Háttér Társaság Háttér-díját.

## Díjai
- Háttér-díj (2014)